# My Neighbor’s Keeper
My Neighbor’s Keeper (titulado: Crimen en la noche o Vecinos y amigos en España) es un telefilme canadiense-estadounidense de suspenso, crimen y misterio de 2007, dirigido por Walter Klenhard, escrito por Lindsay MacAdam, musicalizado por Ron Ramin, en la fotografía estuvo Anthony C. Metchie y los protagonistas son Laura Harring, Linden Ashby y Ken Tremblett, entre otros. Este largometraje fue producido por Insight Film Studios y se estrenó el 18 de junio de 2007.

## Sinopsis
Durante la noche de Halloween, Kate halla el cuerpo sin vida de su mejor amiga y vecina Ann. El esposo de la fallecida tiene que ir a trabajar muy pronto, y de los hijos se encarga ella, por lo que, además de denunciar el tétrico hallazgo, investiga y encuentra una pista muy importante que posiblemente la hará dar con el homicida.